# Greatest Hits Vol.2
Greatest Hits Vol.2 – tytuł składankowego albumu Glorii Estefan z 2001 roku, będącego kontynuacją wydanego w 1992 roku albumu "Greatest Hits". "Greatest Hits Vol.2" zawiera największe singlowe przeboje, jakie artystka nagrała w okresie 1993-2000 oraz kilka premierowych utworów. Składanka omija hiszpańskojęzyczne przeboje wokalistki koncentrując się wyłącznie na jej anglojęzycznym repertuarze. Brak hiszpańskojęzycznych przebojów, takich jak: "Mi Tierra", czy "Abriendo Puertas" bywał często podkreślany przez krytyków. Album mimo promocji i wydaniu kilku singli (z których jeden otrzymał nominację do nagrody Grammy) nie zdołał odnieść spodziewanego sukcesu komercyjnego. Krążek w Stanach Zjednoczonych zdołał dotrzeć jedynie do pozycji 92. Znacznie lepiej poradził sobie natomiast w takich krajach, jak: Hiszpania czy Wielka Brytania. Na całym świecie sprzedał się w prawie milionowym nakładzie, stając się pierwszą od wielu lat płytą Estefan, która nie zyskała statusu co najmniej złotej płyty w Stanach Zjednoczonych.
Spis piosenek:
1. Turn The Beat Around
2. Everlasting Love
3. Reach
4. If We Were Lovers
5. You'll Be Mine (party time)
6. Heaven's What I Feel
7. I'm Not Giving You Up
8. Music Of My Heart (nagrane z N'Sync)
9. Oye
10. You Can't Walk Away From Love
11. Out Of Nowhere
12. I Got No Love
13. Y-Tu-Conga

Dodatkowe informacje:
- Singel "Out Of Nowhere" dotarł na szczyt dyskotekowych zestawień w Ameryce i został nominowany do nagrody Grammy, w kategorii najlepszy taneczny utwór 2001 roku.
- Piosenki: "Everlasting Love", "I'm Not Giving You Up" oraz "You'll Be Mine (party time)" zostały zamieszczone na płycie w ich singlowych wersjach, które różnią się wyraźnie od oryginałów, jakie można znaleźć na płytach długogrających.
- "Y-Tu-Conga", to remiks słynnego przeboju "Conga" z 1985 roku, którego produkcją zajął się syn artystki, Nayib Estefan.
- Płyta omija wiele singlowych przebojów artystki, takich jak: "It's Too Late", "Cherchez La Famme", "Hold Me, Thrill Me, Kiss Me", "Higher", "No Pretendo", "Mi Tierra", "Mas Alla" i kilka innych.
- Utwór "You Can't Walk Away From Love" został wykorzystany na ścieżce dźwiękowej filmu "Original Sin" z Angeliną Jolie i Antonio Banderasem.
- Utwór "Music Of My Heart" to piosenka z filmu pod tym samym tytyułem, w którym Gloria Estefan zagrała obok Meryl Streep i Angeli Bassett. Piosenka została nagrana z zespołem N'Sync i dotarła do miejsca drugiego na amerykańskiej liście przebojów, zyskując ostatecznie status złotego krążka. Piosenka jest jak na razie ostatnim singlem w karierze Estefan, który zdołał dotrzeć do pierwszej dziesiątki najpopularniejszych singli w Ameryce.